# Бягство от Абсолом
„Бягство от Абсолом“ (на английски: No Escape/Escape from Absolom) е американски научнофантастичен екшън филм от 1994 година на режисьора Мартин Кембъл, по сценарий на Майкъл Гайлин и Джоел Грос, базиран по едноименния роман „Пеналната колона“ на Ричард Херли. Във филма участват Рей Лиота, Ланс Хенриксен, Стюарт Уилсън, Кевин Дилън, Кевин Дж. О'Конър, Майкъл Лернър и Ърни Хъдсън.
Разказът, вдъхновен от едно бъдеще, се отнася до бивш моряк, който излежава доживотен затвор на остров, обитаван от диваци и канибали. Заснет е в Куинсланд, Австралия.
Филмът излиза на екран от 29 април 1994 г.

## В България
През 2002 г. Диема+ излъчи филма с български дублаж за телевизията. Екипът се състои от:
| Преводач           | Златина Тенева                                                |
| Тонрежисьор        | Димитър Кръстев                                               |
| Озвучаващи артисти | Николай Николов Георги Георгиев-Гого Васил Бинев Борис Чернев |